# La Genevroye
La Genevroye ist eine französische Gemeinde mit 29 Einwohnern (Stand: 1. Januar 2022) im Département Haute-Marne in der Region Grand Est. Sie gehört zum Kanton Bologne und zum Arrondissement Chaumont. 

## Geografie
Die Gemeinde La Genevroye liegt auf einem Plateau zwischen den Flusstälern von Marne und Blaise, 37 Kilometer nördlich von Chaumont. Umgeben wird La Genevroye von den Nachbargemeinden Mirbel im Westen und Norden sowie Vignory im Osten und Süden.

## Bevölkerungsentwicklung
| Jahr                       | 1962 | 1968 | 1975 | 1982 | 1990 | 1999 | 2008 | 2019 |
| -------------------------- | ---- | ---- | ---- | ---- | ---- | ---- | ---- | ---- |
| Einwohner                  | 19   | 23   | 22   | 19   | 24   | 23   | 27   | 31   |
| Quellen: Cassini und INSEE |      |      |      |      |      |      |      |      |

## Sehenswürdigkeiten
- Kirche Saint-Barthélemy

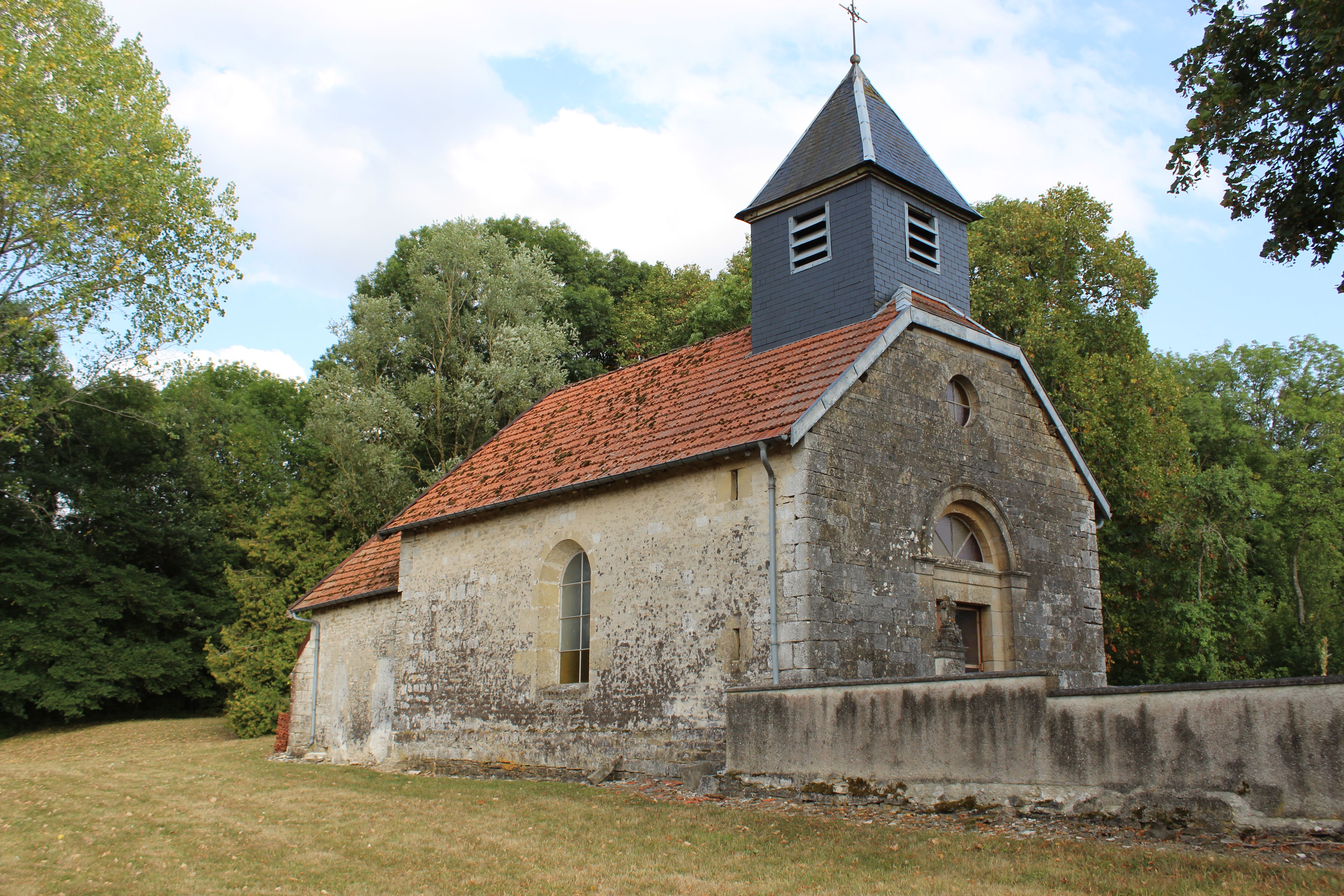
Kirche Saint-Barthélemy

- Siehe auch: Liste der Monuments historiques in La Genevroye